# Wielka Ściana

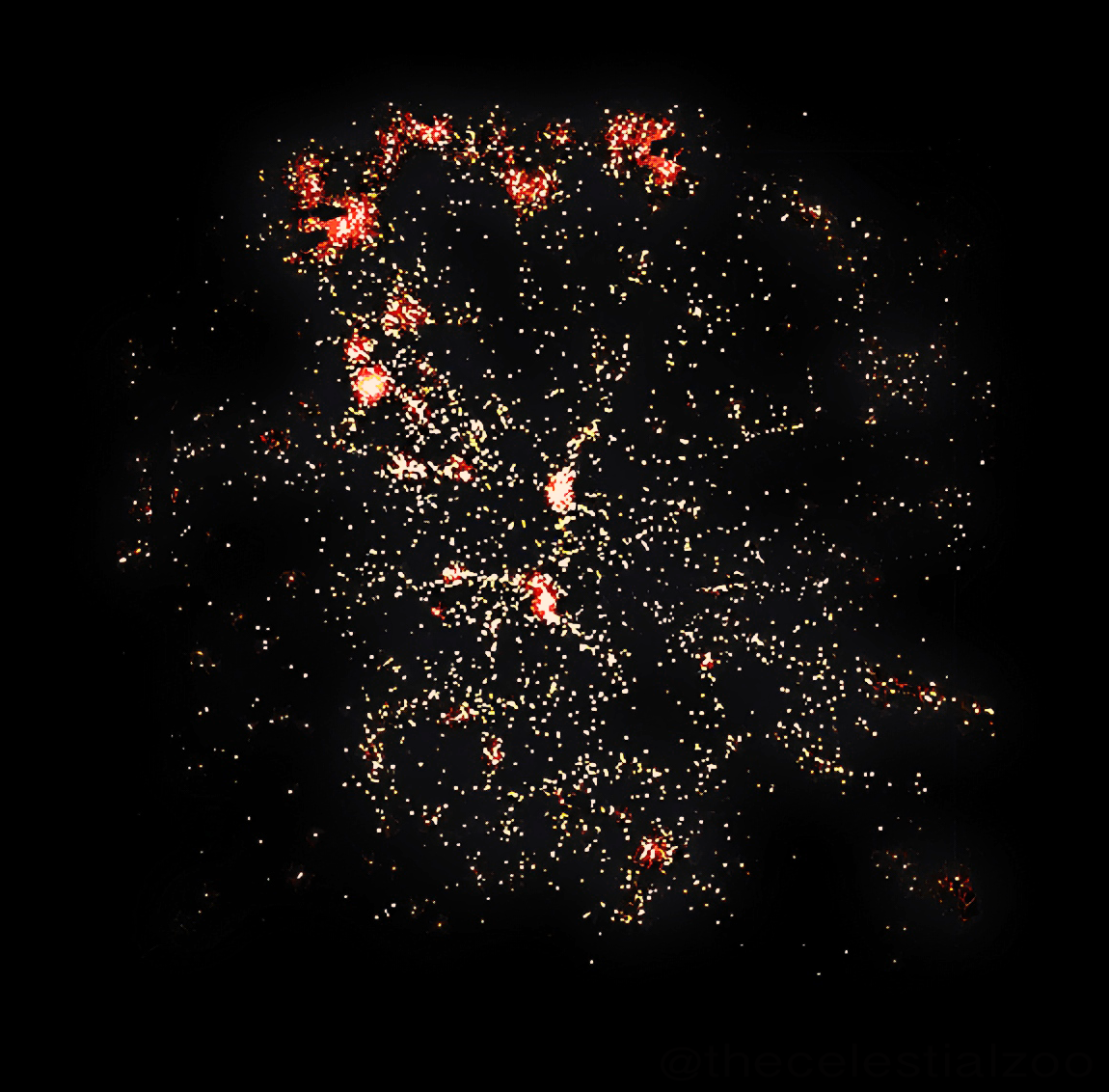
Aksonometryczne przedstawienie Wielkiej Ściany

Wielka Ściana (Wielka Ściana CfA2, Wielki Mur CfA2) – wielkoskalowa struktura Wszechświata złożona z supergromad galaktyk. Jej centralnym obiektem jest Gromada w Warkoczu, odległa od Układu Słonecznego około 100 Mpc (ok. 326 mln lat świetlnych), wchodząca w skład Supergromady w Warkoczu. Rozciąga się włącznie do wielkiej Supergromady w Herkulesie.
Znajduje się w odległości ok. 200 mln lat świetlnych od Ziemi i ma rozmiary 500×300×15 mln lat świetlnych. Jej rozmiary mogą być jeszcze większe, ponieważ pole obserwacji zasłaniane jest częściowo przez materię naszej Galaktyki.
Istnienie Wielkiej Ściany zostało stwierdzone w roku 1989 na podstawie badań przesunięć widm galaktyk ku czerwieni. Odkrycia tego dokonali Margaret Geller i John Huchra z CfA Redshift Survey.
Przez kilka lat Wielka Ściana pozostawała największą znaną strukturą Wszechświata. W roku 2003 odkryta została jeszcze większa Wielka Ściana Sloan.